# Первомайский (Каменский муниципальный округ)
Первомайский — посёлок в Каменском районе Свердловской области России. Входит в Каменский муниципальный округ.
Ранее входил в состав сельсовета Каменского района.

## География
Посёлок Первомайский расположен в 20 километрах (по автодорогам в 24 километрах) к западо-северо-западу от города Каменска-Уральского. Через посёлок проходит железнодорожная ветка Екатеринбург — Курган. В Первомайском расположена станция Перебор Свердловской железной дороги.
Вблизи посёлка Первомайского, через соседние деревню Часовую и село Покровское, проходит автодорога Екатеринбург — Курган. От магистрали к посёлку ведёт подъездная дорога.

## История
14 мая 1962 года посёлки РТС и Заготзерно объединены в посёлок Первомайский. В посёлке работает крупный элеватор.

## Население
| 2002 | 2010 | 2021 |
| ---- | ---- | ---- |
| 585  | ↘499 | ↗502 |

Структура
По данным Всероссийской переписи населения 2002 года, русские составляли 93 % от общего числа жителей посёлка Первомайского. По данным переписи населения 2010 года, в посёлке проживали 499 человек — 250 мужчин и 249 женщин.